# Bradyrhizobium
Genre
Bradyrhizobium est un genre de protéobactéries de la famille des Bradyrhizobiaceae (ou Nitrobacteraceae (en)).
Les espèces du genre  Bradyrhizobium sont des bacilles à Gram négatif (en forme de bâtonnet) dotés d'un seul flagelle polaire ou subpolaire. Ce sont des micro-organismes du sol relativement communs qui peuvent former des relations symbiotiques avec des espèces de Fabaceae (autrefois appelées légumineuses) dans lesquelles ils fixent l'azote de l'air en échange d'hydrates de carbone produits par la plante.

## Liste d'espèces
Selon LPSN (28 novembre 2023) :
- Bradyrhizobium agreste Klepa et al. 2021
- Bradyrhizobium algeriense Ahnia et al. 2019
- Bradyrhizobium americanum Ramírez-Bahena et al. 2017
- Bradyrhizobium amphicarpaeae Bromfield et al. 2019
- Bradyrhizobium arachidis Wang et al. 2015
- Bradyrhizobium archetypum Helene et al. 2020
- Bradyrhizobium australafricanum Klepa et al. 2022
- Bradyrhizobium australiense Helene et al. 2020
- Bradyrhizobium barranii Bromfield et al. 2022
- Bradyrhizobium betae Rivas et al. 2004
- Bradyrhizobium cajani Araújo et al. 2017
- Bradyrhizobium canariense Vinuesa et al. 2005
- Bradyrhizobium cenepequi Klepa et al. 2022
- Bradyrhizobium centrosematis corrig. Ramírez-Bahena et al. 2017
- Bradyrhizobium commune Lafay et al. 2023
- Bradyrhizobium cosmicum Wasai-Hara et al. 2020
- Bradyrhizobium cytisi Chahboune et al. 2011
- Bradyrhizobium daqingense Wang et al. 2013
- Bradyrhizobium denitrificans (Hirsch & Müller 1986) van Berkum et al. 2011
- Bradyrhizobium diazoefficiens Delamuta et al. 2013
- Bradyrhizobium diversitatis Klepa et al. 2021
- Bradyrhizobium elkanii Kuykendall et al. 1993
- Bradyrhizobium embrapense Delamuta et al. 2015
- Bradyrhizobium erythrophlei Yao et al. 2015
- Bradyrhizobium ferriligni Yao et al. 2015
- Bradyrhizobium frederickii de Oliveira Urquiaga et al. 2019
- Bradyrhizobium ganzhouense Lu et al. 2014
- Bradyrhizobium glycinis Klepa et al. 2021
- Bradyrhizobium guangdongense Li et al. 2015
- Bradyrhizobium guangxiense Li et al. 2015
- Bradyrhizobium hereditatis Klepa et al. 2022
- Bradyrhizobium hipponense Rejili et al. 2020
- Bradyrhizobium huanghuaihaiense Zhang et al. 2012
- Bradyrhizobium icense Durán et al. 2014
- Bradyrhizobium ingae Da Silva et al. 2014
- Bradyrhizobium iriomotense Islam et al. 2010
- Bradyrhizobium ivorense Fossou et al. 2020
- Bradyrhizobium japonicum (Kirchner 1896) Jordan 1982
- Bradyrhizobium jicamae Ramírez-Bahena et al. 2009
- Bradyrhizobium kavangense Grönemeyer et al. 2015
- Bradyrhizobium lablabi Chang et al. 2011
- Bradyrhizobium liaoningense Xu et al. 1995
- Bradyrhizobium manausense Silva et al. 2014
- Bradyrhizobium mercantei Helene et al. 2017
- Bradyrhizobium murdochi Helene et al. 2020
- Bradyrhizobium namibiense Grönemeyer et al. 2017
- Bradyrhizobium nanningense Li et al. 2020
- Bradyrhizobium neotropicale Zilli et al. 2014
- Bradyrhizobium niftali Klepa et al. 2019
- Bradyrhizobium nitroreducens Jang et al. 2020
- Bradyrhizobium oligotrophicum (Ohta & Hattori 1985) Ramírez-Bahena et al. 2013
- Bradyrhizobium ottawaense Yu et al. 2014
- Bradyrhizobium pachyrhizi Ramírez-Bahena et al. 2009
- Bradyrhizobium paxllaeri Durán et al. 2014
- Bradyrhizobium quebecense Bromfield & Cloutier 2021
- Bradyrhizobium retamae Guerrouj et al. 2014
- Bradyrhizobium rifense Chahboune et al. 2014
- Bradyrhizobium ripae Bünger et al. 2018
- Bradyrhizobium sediminis Jin et al. 2023
- Bradyrhizobium semiaridum Klepa et al. 2022
- Bradyrhizobium septentrionale Bromfield & Cloutier 2021
- Bradyrhizobium shewense Aserse et al. 2018
- Bradyrhizobium stylosanthis Delamuta et al. 2016
- Bradyrhizobium subterraneum Grönemeyer et al. 2015
- Bradyrhizobium symbiodeficiens Bromfield et al. 2020
- Bradyrhizobium tropiciagri Delamuta et al. 2015
- Bradyrhizobium vignae Grönemeyer et al. 2016
- Bradyrhizobium viridifuturi Helene et al. 2015
- Bradyrhizobium yuanmingense Yao et al. 2002
- Bradyrhizobium zhengyangense Zhang et al. 2023

Selon ITIS (7 septembre 2019) :
- Bradyrhizobium betae Rivas & al., 2004
- Bradyrhizobium canariense Vinuesa & al., 2005
- Bradyrhizobium cytisi Chahbourne & al., 2011
- Bradyrhizobium denitrificans (Hirsch & Müller, 1986) van Berkum & al., 2011
- Bradyrhizobium elkanii Kuykendall & al., 1993
- Bradyrhizobium iriomotense Islam & al., 2010
- Bradyrhizobium japonicum (Kirchner, 1896) Jordan, 1982
- Bradyrhizobium jicamae Ramírez-Bahena & al., 2009
- Bradyrhizobium lablabi Chang & al., 2011
- Bradyrhizobium liaoningense Xu & al., 1995
- Bradyrhizobium pachyrhizi Ramírez-Bahena & al., 2009
- Bradyrhizobium yuanmingense Yao & al., 2002

## Taxonomie
Le nom correct complet (avec auteur) de ce taxon est Bradyrhizobium Jordan 1982.
L'espèce type est : Bradyrhizobium japonicum (Kirchner 1896) Jordan 1982.
Bradyrhizobium a pour synonyme :
- Agromonas Ohta & Hattori 1985

### Étymologie
L'étymologie de ce genre est la suivante : Gr. masc. adj. bradys, ce qui signifie «lent»; N.L. neut. n. Rhizobium, un nom de genre bactérien; N.L. neut. n. Bradyrhizobium, le Rhizobium lent (en ce qui concerne sa croissance).

## Publication originale
- (en) D. C. Jordan, « Transfer of Rhizobium japonicum Buchanan 1980 to Bradyrhizobium gen. nov., a Genus of Slow-Growing, Root Nodule Bacteria from Leguminous Plants », International Journal of Systematic Bacteriology, vol. 32, no 1,‎ 1er janvier 1982, p. 136–139 (ISSN 0020-7713, 1465-2102 et 1070-6259, DOI 10.1099/00207713-32-1-136, lire en ligne).